# Egipatska funta
Egipatska funta (gineih), ISO 4217: EGP, je valuta Egipta. Dijeli se na 100 piastera (qirsha), odnosno na 1000 miliema (maleema). U domaćem platnom prometu označava se kraticom LE ili simbolom £.
U upotrebi se nalaze kovanice od 5, 10, 20, 25, 50 piastera i 1 funte, te novčanice od 5, 10, 25, 50 piastera i 1, 5, 10, 20, 50, 100, 200, 500 funti. Izdaje ih Središnja banka Egipta.

## Vanjske poveznice
- Središnja banka Egipta
- Novčanice iz Egipta (njem.) (engl.)